# Poniente
Poniente és una pel·lícula espanyola estrenada en 2002 que va ser dirigida per la directora de cinema Chus Gutiérrez. Mostra el desarrelament i la solitud quan hom emigra i quan torna a la terra que va deixar fa anys i fou rodada entre Granada i el cap de Gata.

## Sinopsi
La pel·lícula narra la història d'una jove mestra que viu a Madrid i decideix tornar a la seva terra natal amb la seva filla després de la mort del seu pare. Allí rememora la seva infància però es troba submergida en la realitat actual d'un món ple de immigrants que han acudit a treballar als hivernacles de la zona, els quals viuen tota una sèrie de conflictes derivats del desarrelament que produeix el exili. Als carrers i places del poble hi ha por i tensió, derivat d'un racisme latent i enquistat. La mestra decideix quedar-se al poble i coneix a un home producte de la immigració espanyola a Suïssa amb el qual estableix i viu una apassionada història d'amor.

## Repartiment
- José Coronado - Curro
- Cuca Escribano - Lucía
- Antonio Dechent - Miguel
- Mariola Fuentes - Perla
- Antonio de la Torre Martín - Paquito
- Farid Fatmi - Adbembi
- Alba Gutiérrez - Clara
- Marouane Mribti - Saïd
- Alfonsa Rosso - María

## Premis
Al Festival de Cinema d'Espanya de Tolosa de Llenguadoc de 2002 va obtenir el premi al millor guió i el premi del jurat al millor jove actor El mateix any també va obtenir el Premi Turia a la millor actriu novell.